# 9205 Eddywally
9205 Eddywally eller 1994 PO9 är en asteroid i huvudbältet som upptäcktes den 10 augusti 1994 av den belgiske astronomen Eric W. Elst vid La Silla-observatoriet. Den är uppkallad efter den belgiske artisten Eddy Wally.
Asteroiden har en diameter på ungefär 13 kilometer och den tillhör asteroidgruppen Themis.